# Gościniec (osada w województwie mazowieckim)
Gościniec – osada położona w województwie mazowieckim w powiecie lipskim w gminie Rzeczniów.
W latach 1975–1998 miejscowość administracyjnie należała do województwa kieleckiego.